# Victoria (Ausztrália)
Victoria állam Ausztrália második legnépesebb állama. A kontinens dél-délkeleti részén helyezkedik el. Területét Új-Dél-Wales határolja északról, Dél-Ausztrália nyugatról és a Tasman-tenger délről. Victoria legnagyobb városa és egyben fővárosa Melbourne. Az állam lakosságának 70%-a lakik a városban. Egyéb főbb regionális központok az államban Geelong, Ballarat, Bendigo, Shepparton, Mildura, Warrnambool és Latrobe Valley.
Victoriát, akárcsak Queenslandet („a királynő földje”), Victoria királynőről nevezték el.
2012. június 20-án 5,3-as erősségű földrengés volt az államban, mely a valaha itt bekövetkezett legerősebb rengés volt.

## Történelem
A mai Victoria állam területén az első települést 1803-ban alapították. Akkor az volt a cél, hogy elkerüljék a franciák esetleges észrevétlen behatolását.
A mai legnagyobb várost, Melbourne-t 1835-ben alapították. Ekkoriban kezdődött a lakosság komolyabb növekedése. Önálló, Új-Dél-Wales-től független gyarmattá 1851-ben szervezték. Még ebben az évben aranyat találtak a gyarmat területén. Az 1851-1860 közötti évtizedben innen került ki a világ aranytermelésének harmada. Ugyanebben az évtizedben a lakosság meghétszereződött és meghaladta a félmilliót. Bevándorlók az egész világból érkeztek, de különösen sokan Írországból és Kínából. Az életkörülmények nehezek és egészségtelenek voltak. 1854-ben egy tífuszjárvány ezer embert ölt meg. 1857-ben fegyveres lázadás tört ki, amit brit csapatok vertek le. Ezután reformokat hajtottak végre, amelyek jelentősen enyhítették a feszültséget.
Melbourne ezekben az években lett Ausztrália és Új-Zéland pénzügyi központja. Ezt a szerepét a 20. században is megőrizte. Ausztrália Államszövetség megalakulása után, 1901-től 1927-ig, mialatt Canberra épült, Melbourne volt Ausztrália ideiglenes fővárosa. Ekkoriban nem csak főváros volt, de Ausztrália legnagyobb városa is Melbourne volt.

## Kormányzat
Victoria állam kormányzati rendszere a westminsteri rendszeren alapul Ausztrália szövetségi alkotmányos monarchikus államformáján belül. A törvényhozó hatalom a victoriai parlamenté, amely a mindenkori uralkodót képviselő kormányzóból és a kétkamarás törvényhozásból áll. A Törvényhozó Gyülekezet, a parlamenti alsóház 88 képviselőjét négyévente a nép választja egyéni választókerületekben. A Törvényhozó Tanács, a felsőház 40 képviselőjét a nép választja egyszeri átruházható szavazati rendszerben. A parlament Melbourne-ben ülésezik.